# Nemoria abdominaria
Nemoria abdominaria là một loài bướm đêm trong họ Geometridae.